# Дамаскин, Владимир Николаевич
Влади́мир Никола́евич Дамаски́н (1870—1937) — священник Русской православной церкви священномученик. Причислен к лику святых Новомучеников и Исповедников Российских на Юбилейном Архиерейском соборе Русской православной церкви в августе 2000 года для общецерковного почитания.

## Биография
Владимир Дамаскин родился 27 февраля 1870 года в Торжке, Тверская губерния. Отец — Николай Дамаскин (ум. 1914), псаломщик.
После принятия сана священника служил в церкви села Островно.
В 1930 году в ходе репрессий против Русской православной церкви подвергся аресту, провёл под стражей два с половиной месяца, после чего отпущен. Вернулся в Островно и продолжил служение.
Семь лет спустя 22 декабря 1937 года вновь задержан и препровождён в городскую тюрьму Бежецка. К этому времени практически полностью ослеп — по результатам медицинского осмотра в тюрьме признан инвалидом. Несмотря на это, были вызваны «свидетели», давшие показания об «антисоветской деятельности» Дамаскина, которая заключалась в сборе подписей против закрытия храма в селе, в совершении треб в домах колхозников, в совершении богослужений, которые отвлекают колхозников от «обработки и сдачи льноволокна государству». Священномученик не признал себя виновным в «антисоветской деятельности». Через пять дней после ареста тройкой НКВД приговорён к расстрелу. Расстрелян 29 декабря 1937 года.